# Karl von Schaffer
Karl von Schaffer (německy Carl Ritter von Schaffer) (16. října 1831 Sežana – 4. června 1904 Sežana) byl rakousko-uherský admirál. U c. k. námořnictva sloužil od roku 1849 a vyznamenal se v několika válkách. Od roku 1861 byl ve službách arcivévody Maxmiliána, který se v roce 1864 stal císařem v Mexiku. Schaffer v Mexiku dosáhl vysokého postavení i mimo námořnictvo, po Maxmiliánově popravě se vrátil do rakouského námořnictva. Kromě služby na různých lodích zastával funkce v námořní administraci na ministerstvu války a v roce 1884 dosáhl hodnosti kontradmirála. Byl velitelem C. k. námořní akademie v Rijece (1885–1886) a nakonec velitelem válečného přístavu v Pule (1886–1887), v roce 1887 byl penzionován.  

## Biografie

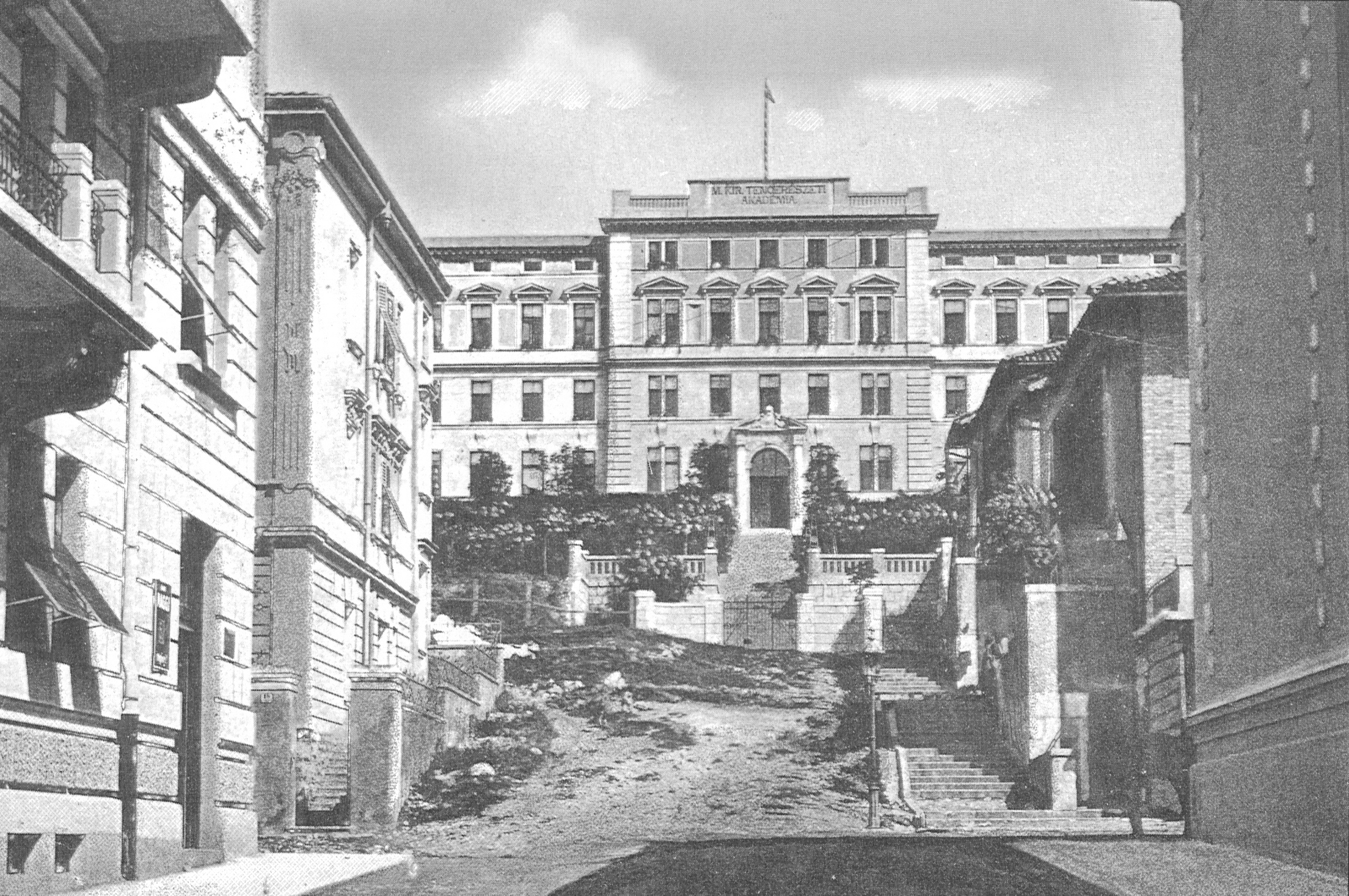
C. k. námořní akademie v Rijece, kde byl Karl Schaffer velitelem v letech 1885–1886

Pocházel z rodiny lékaře, studoval na gymnáziu v Lublani a obchodní škole v Terstu. V roce 1849 vstoupil jako kadet k námořnictvu a během bojů v Itálii se zúčastnil blokády Benátek (1849). Poté vystřídal službu na různých lodích, působil také u oblastních námořních velitelství v Pule, Terstu a Benátkách. V roce 1852 získal hodnost praporčíka a na parníku SMS Kaiserin Elisabeth absolvoval v letech 1856–1857 cestu do Severního moře. V roce 1857 byl povýšen na poručíka II. třídy a na lodích SMS Adria a SMS Donau byl pobočníkem velitele eskadry. Mezitím byl v letech 1857–1858 také referentem u vojenské sekce vrchního velení námořnictva a v roce 1859 se zúčastnil války se Sardinií. 
V roce 1860 byl povýšen na poručíka I. třídy a byl prvním důstojníkem na řadové lodi SMS Kaiser. V letech 1861–1864 působil ve službách arcivévody Maxmiliána jako velitel jeho vlajkové lodi SMS Fantasie. S arcivévodou Maxmiliánem v roce 1864 odcestoval do Mexika a vstoupil do jeho císařských služeb. Zastával post podplukovníka císařské gardy a hejtmana paláce Chapultepec. V Mexiku se v roce 1865 také oženil a s manželkou Concepción Bringas měl později tři syny. Po popravě císaře Maxmiliána odcestoval zpět do Evropy a v hodnosti korvetního kapitána (22. května 1868) se vrátil do služeb rakouského námořnictva. Na fregatách SMS Erzherzog Ferdinand Max a SMS Habsburg zastával znovu funkci pobočníka velitele eskadry. 
K datu 29. října 1870 byl povýšen na fregatního kapitána a další tři roky strávil jako přednosta I. oddělení námořní sekce na ministerstvu války ve Vídni (1870–1873). Jako velitel korvety SMS Helgoland absolvoval v letech 1873–1875 plavbu podél břehů Afriky a v letech 1875–1880 byl na pozici technického referenta přidělen k oblastnímu námořnímu velitelství v Terstu. K datu 1. května 1880 získal hodnost kapitána řadové lodi a do října 1881 byl velitelem fregaty SMS Laudon jako vlajkové lodi eskadry. V letech 1882–1883 velel výcvikové lodi SMS Novara a pak se vrátil na ministerstvo války jako přednosta II. oddělení (1883–1884).
Dne 1. května 1884 byl povýšen do hodnosti kontradmirála a v letech 1885–1886 velitelem C. k. námořní akademie v Rijece. Svou kariéru završil ve funkci velitele válečného přístavu v Pule, kterou zastával od září 1886 do října 1887. K datu 1. listopadu 1887 byl penzionován a usadil se v Terstu, odkud v roce 1896 přesídlil do svého rodiště v Sežaně,, příležitostně pobýval také v Mexiku. Zemřel v Sežaně 4. června 1904 ve věku 73 let. 

## Tituly a ocenění
Za zásluhy byl v roce 1887 povýšen do šlechtického stavu stavu s titulem rytíř (Ritter von Schaffer). Během služby u námořnictva se stal nositelem vysokých vyznamenání v Rakousku-Uhersku i v zahraničí.

### Rakousko-Uhersko
- Válečná medaile (1873)
- Řád železné koruny III. třídy (1875)
- Služební odznak pro důstojníky III. třídy (185)
- Jubilejní pamětní medaile (1898)

### Zahraničí
- důstojnický kříž Řádu Guadalupe (1867, Mexiko)
- důstojnický kříž Řádu mexického orla (1868, Mexiko)
- rytířský kříž Řádu svatého Řehoře Velikého (1868, Papežský stát)
- komandérský kříž Leopoldova řádu (1868, Belgie)
- Řád Medžidie III. třídy (1871, Osmanská říše)
- důstojnický kříž Řádu Spasitele (1871, Řecko)